# Pontycymer
Pontycymer (nebo také Pontycymmer) je vesnice ležící v údolí řeky Garw ve Walesu. Leží 31,7 km od Cardiffu a 26,1 km od Swansea. Název „Pontycymer“ pochází ze slov „pont“ (velšsky „most“) a „cymer“ (velšsky „soutok“). Podle sčítání obyvatel v roce 2011 zde žilo 2499 lidí. Pocházeli odsud například hudebník Gwynne Edwards, hráč snookeru Ryan Day nebo malířka a spisovatelka Molly Parkin.